# Narcissa
Narcissa és una concentració de població designada pel cens dels Estats Units a l'estat d'Oklahoma. Segons el cens del 2000 tenia 100 habitants.

## Demografia
Segons el cens del 2000, Narcissa tenia 100 habitants, 41 habitatges, i 27 famílies. La densitat de població era de 9,3 habitants per km².
Dels 41 habitatges en un 26,8% hi vivien nens de menys de 18 anys, en un 56,1% hi vivien parelles casades, en un 4,9% dones solteres, i en un 34,1% no eren unitats familiars. En el 31,7% dels habitatges hi vivien persones soles el 19,5% de les quals corresponia a persones de 65 anys o més que vivien soles. El nombre mitjà de persones vivint en cada habitatge era de 2,44 i el nombre mitjà de persones que vivien en cada família era de 2,93.
Per edats la població es repartia de la següent manera: un 25% tenia menys de 18 anys, un 9% entre 18 i 24, un 19% entre 25 i 44, un 33% de 45 a 60 i un 14% 65 anys o més.
L'edat mediana era de 42 anys. Per cada 100 dones de 18 o més anys hi havia 108,3 homes.
La renda mediana per habitatge era de 31.500 $ i la renda mediana per família de 40.000 $. Els homes tenien una renda mediana de 20.625 $ mentre que les dones 22.083 $. La renda per capita de la població era de 14.852 $. Entorn del 7,7% de les famílies i el 9,1% de la població estaven per davall del llindar de pobresa.

## Poblacions més properes
El següent diagrama mostra les poblacions més properes.